# Sébastien Renouard
Sébastien Renouard (Nancy, 11 luglio 1984) è un ex calciatore francese, di ruolo centrocampista.